# Campionato italiano di pugilato professionisti maschile dei pesi supermosca
Il Campionato italiano di pugilato pesi supermosca organizzato dalla FPI, è la massima competizione pugilistica in Italia riservata ai pugili professionisti il cui peso è compreso tra 50,802 e 52,163 kg. Gli atleti vincitori si fregiano del titolo di campione d'Italia dei pesi supermosca.

La prima edizione si svolse a Battipaglia il 26 maggio 2001, quando Michelangelo Chirco sconfisse Giuseppe Laganà  ai punti su nove riprese.

## Albo d'oro pesi supermosca
| Ed. | Data       | Luogo       | Campione d'Italia   | Verdetto  | Sfidante        |
| --- | ---------- | ----------- | ------------------- | --------- | --------------- |
| 1   | 26/05/2001 | Battipaglia | Michelangelo Chirco | PT 9 (DT) | Giuseppe Laganà |